# Dominique Lonegran
Dominique Lonegran, född 26 januari 1979, är en svensk fotomodell, skådespelerska och sångerska.
Hon har medverkat i TV-program som Skilda världar, Baren, Vänner och fiender och Brottsvåg.
2006 bildade hon dancegruppen Natacha & Dominique tillsammans med vännen Natacha Peyre.